# Ecnomus hinayana
Ecnomus hinayana là một loài Trichoptera trong họ Ecnomidae. Chúng phân bố ở vùng Indomalaya.